# Почесні громадяни Миколаєва
Нижче наведений перелік осіб, яким присвоєно звання Почесний громадянин міста Миколаєва:

## Коротка історія
Першим, по суті, почесним громадянином Миколаєва був адмірал О. С. Грейг, внесений Міською думою в список громадян міста «навічно», а першим офіційним почесним громадянином Миколаєва став його син — генерал С. О. Грейг, міністр фінансів Росії, який народився в Миколаєві. Почесними громадянами Миколаєва були також адмірали М. А. Аркас і Б. О. фон Глазенап.
Після Другої світової війни в Миколаєві було відновлено звання «почесний громадянин». (Докладніше див. Почесний громадянин міста Миколаєва).

## Почесні громадяни
| №  | П. І. Б.                       | Рік народження | Рід занять, звання та нагороди | Дата присвоєння  |
| -- | ------------------------------ | -------------- | --- | ---------------- |
| 1  | Білий Віктор Олександрович     | 1930           | Очільник Корабельного району у 1974–1983 роках. Голова ради ветеранів війни та праці Корабельного району. | 24 серпня 2011   |
| 2  | Берсон Микола Семенович        | 1953           | Народний артист України, заслужений діяч мистецтв, заслужений працівник культури, доцент, директор Миколаївського академічного українського театру драми і музичної комедії.                                              | 11 вересня 2019  |
| 3  | Божаткін Михайло Іванович      | 1920           | Ветеран німецько-радянської війни, письменник, поет і журналіст. | 25 березня 2004  |
| 4  | Болдирєв Олексій Гаврилович    | 1931           | Заслужений будівельник України, Герой Соціалістичної Праці, вніс значний внесок у розвиток Миколаєва і Миколаївської області.                                                                                             | 4 жовтня 1982    |
| 5  | Бондін Юрій Миколайович        | 1946           | Генеральний директор Державного підприємства Науково-виробничий комплекс газотурбобудування «Зоря»-«Машпроект» у 2002–2007 роках, заслужений машинобудівник і Герой України.                                              | 3 вересня 2009   |
| 6  | Брюханов Микола Григорович     | 1924           | Голова виконкому Миколаївської міської ради у 1966–1974 роках. Кавалер ордена Трудового Червоного Прапора. Директор підприємства ПВТП.                                                                                    | 28 жовтня 1994   |
| 7  | Будак Валерій Дмитрович        | 1947           | Ректор Миколаївського університету ім. В. О. Сухомлинського, доктор технічних наук, професор, член-кореспондент Академії педагогічних наук України, заслужений діяч науки і техніки України.                              | 30 серпня 2007   |
| 8  | Вінник Іван Йосипович          | 1929           | Організатор і керівник вітчизняного суднобудування, Герой Соціалістичної Праці. | 8 вересня 1989   |
| 9  | Волохов Євген Павлович         | 1948           | Головний лікар пологового будинку № 1, заслужений лікар України. | 18 серпня 2006   |
| 10 | Ганькевич Анатолій Борисович   | 1912           | Інженер-механік, директор Суднобудівного заводу імені 61 комунара (1950−1959) і Чорноморського суднобудівного заводу (1959−1979). Герой Соціалістичної Праці, лауреат Державної премії СРСР.                              | 4 вересня 1979   |
| 11 | Горбуров Григорій Федорович    | 1924           | Лікар-онколог, понад 30 років очолював обласний онкологічний диспансер, заслужений лікар України. | 23 березня 2001  |
| 12 | Горжий Володимир Максимович    | 1937           | Заслужений тренер України і СРСР, головний тренер Збірної команди України зі стрибків на батуті, тренер ДЮСШ спорткомплексу «Зоря» у Миколаєві.                                                                           | 24 серпня 2011   |
| 13 | Городецький Василь Васильович  | 1934           | Генерал-майор авіації збройних сил СРСР, військовий льотчик-снайпер, заслужений військовий льотчик СРСР, кавалер ордена Червоної Зірки.                                                                                   | 18 серпня 2006   |
| 14 | Гребенюк Микита Андрійович     | 1918           | Герой Радянського Союзу, учасник десанту Ольшанського. | 31 березня 1964  |
| 15 | Грицай Юрій Олександрович      | 1925           | Полковник у відставці, педагог, професор, кандидат педагогічних наук, викладач Миколаївського державного педагогічного інституту.                                                                                         | 21 серпня 2012   |
| 16 | Губарєв Олексій Олександрович  | 1931           | Двічі Герой Радянського Союзу, льотчик-космонавт СРСР. | 4 жовтня 1982    |
| 17 | Гунченко Василь Кузьмич        | 1941           | Головний лікар міської лікарні № 4, лікар-хірург, кандидат медичних наук, заслужений лікар України. | 14 вересня 2005  |
| 18 | Гущин Феофан Михайлович        | 1909           | Суднобудівник в сфері військового озброєння і проєктування, Герой Соціалістичної Праці. | 16 вересня 1969  |
| 19 | Дубінець Тамара Іванівна       | 1950           | Головний лікар міської поліклініки № 2, депутат Миколаївської міської ради IV та V скликань, заслужений лікар України. | 29 серпня 2007   |
| 20 | Дюмін Анатолій Григорович      | 1951           | Підприємець і меценат, генеральний директор ТОВ «Универсал-Юг». | 23 березня 2001  |
| 21 | Євдокимов Віктор Борисович     | 1943           | Депутат Миколаївської міської ради ХХІІІ, IV та V скликань, голова фракції Громадянського блоку «Миколаїв за Володимира Чайку», працівник Миколаївської обласної державної телерадіокомпанії.                             | 11 вересня 2008  |
| 22 | Заковоротній Дмитро Іванович   | 1923           | Учасник німецько-радянської війни, історик, літератор і краєзнавець. | 21 серпня 2012   |
| 23 | Ільїн Степан Григорович        | 1917           | Учасник вигнання нацистських окупантів з Миколаєва. | 25 березня 2004  |
| 24 | Канаєв Іван Максимович         | 1926           | Працював на відповідальних посадах у партійних установах. 8 років був головою міськвиконкому. | 16 жовтня 1996   |
| 25 | Караваєв Георгій Аркадійович   | 1913           | Герой Соціалістичної Праці, лауреат Державної премії СРСР, будівник-новатор, міністр будівництва СРСР. | 25 березня 1988  |
| 26 | Клименко Леонід Павлович       | 1951           | Науковець у галузі машинобудування. Доктор технічних наук, професор, заслужений діяч науки і техніки України. Ректор Чорноморського національного університету імені Петра Могили.                                        | 11 вересня 2019  |
| 27 | Коновалов Михайло Миколайович  | 1928           | Зробив вагомий внесок у розвиток міста у сфері будівництва портових, стапельних споруджень. | 22 січня 2002    |
| 28 | Коренюгін Володимир Іванович   | 1952           | Секретар Миколаївської міської ради в період з 15 вересня 2006 року до 24 вересня 2013 року. | 11 вересня 2019  |
| 29 | Кремко Олександр Олександрович | 1944           | Фотограф, письменник, громадський діяч, член Спілки журналістів СРСР, заслужений журналіст України. | 26 вересня 2002  |
| 30 | Крісенко Віктор Іванович       | 1931           | Зробив вагомий внесок у становлення та вдосконалення вітчизняного промислового газотурбінобудування. | 14 вересня 2005  |
| 31 | Круглов Микола Петрович        | 1950           | Голова Миколаївської обласної державної адміністрації у 2010–2014 роках, народний депутат України IV та V скликань. | 18 серпня 2006   |
| 32 | Крючков Юрій Семенович         | 1928           | Інженер-механік, вчений у галузі динаміки й міцності суднових енергетичних установ, заслужений працівник культури України, письменник і краєзнавець.                                                                      | 19 травня 1998   |
| 33 | Лисицин Юрій Єгорович          | 1915           | Герой Радянського Союзу, учасник десанту Ольшанського. | 31 березня 1964  |
| 34 | Лисянський Марк Самійлович     | 1913           | Поет, член спілки письменників СРСР, ветеран німецько-радянської війни. | 3 січня 1988     |
| 35 | Лютіков Іван Федорович         | 1930           | Генерал-майор Збройних сил СРСР, голова Миколаївської міської ради ветеранів. | 29 серпня 2007   |
| 36 | Малий Михайло Олександрович    | 1931           | Токар і бригадир комплексної бригади верстатників Чорноморського суднобудівного заводу. Герой Соціалістичної Праці, заслужений машинобудівник УРСР.                                                                       | 8 вересня 1989   |
| 37 | Макаров Юрій Іванович          | 1934           | Академік інженерних наук України, один із організаторів суднобудівної галузі СРСР. Протягом тривалого часу працював генеральним директором Чорноморського суднобудівного заводу.                                          | 26 серпня 1994   |
| 38 | Медведєв Микола Якович         | 1922           | Герой Радянського Союзу, учасник десанту Ольшанського. | 31 березня 1964  |
| 39 | Меншиков Валентин Петрович     | 1935           | Інженер-будівельник. | 18 серпня 2006   |
| 40 | Мєшин Віталій Веніамінович     | 1940           | Тривалий час обіймав посаду директора, голови правління ВАТ «Миколаївський глиноземний завод». | 28 січня 1998    |
| 41 | Молчанов Олександр Хомич       | 1942           | Депутат Миколаївської міської ради XIX та ХХ скликань, голова Миколаївського міськвиконкому (1982—1990 рр.), директор обласного центру зайнятості, пенсіонер.                                                             | 11 вересня 2008  |
| 42 | Немиров Борис Степанович       | 1940           | Проектувальник яхт, яхтсмен. Капітан яхти «Ікар», на якій було здійснено навколосвітнє плавання. | 3 січня 1988     |
| 43 | Овдієнко Ігор Миколайович      | 1937           | Кораблебудівник, академік, генеральний директор Суднобудівного заводу ім. 61 комунара (1986–1994) і Чорноморського суднобудівного заводу (1994–1996).                                                                     | 2 вересня 2010   |
| 44 | Павлов Юхим Митрофанович       | 1915           | Герой Радянського Союзу, учасник десанту Ольшанського. | 31 березня 1964  |
| 45 | Петльований Григорій Павлович  | 1930           | Лікар-уролог, кандидат медичних наук, заслужений лікар УРСР. | 8 вересня 1989   |
| 46 | Покосенко Олександр Данилович  | 1924           | Художник, ветеран німецько-радянської війни, заслужений художник України. | 3 вересня 2009   |
| 47 | Прудкий Сергій Васильович      | 1960           | Директор МОД АППБ «Аваль». | 18 серпня 2006   |
| 48 | Растворов Олександр Фатійович  | 1920           | Будівельник, за його участю було введено в експлуатацію понад 300 об'єктів. | 23 березня 2001  |
| 49 | Ремез Юлій Вульфович           | 1919           | Вчений в галузі теорії корабля, винахідник, доктор технічних наук, професор Миколаївського кораблебудівного інституту. | 8 вересня 1989   |
| 50 | Романов Віктор Іванович        | 1928           | Заслужений конструктор України, головний конструктор союзного проектного бюро «Машпроект», довгий час обіймав посаду генерального директора. Академік Академії інженерних наук України, академік Академії наук.           | 4 листопада 1998 |
| 51 | Романовський Георгій Федорович | 1940           | Доктор технічних наук, професор, заслужений діяч науки і техніки України, президент Академії наук суднобудування України, академік Академії наук вищої школи України. Ректор Національного університету кораблебудування. | 26 вересня 2002  |
| 52 | Сердцев Вадим Андрійович       | 1930           | Більше 40 років безкорисливо висаджує дерева у місті Миколаєві. | 11 вересня 2019  |
| 53 | Січко Сергій Михайлович        | 1949           | Директор Миколаївського муніципального колегіуму імені В. Д. Чайки, народний вчитель України. | 11 вересня 2019  |
| 54 | Суботін Семен Михайлович       | 1922           | Генерал-майор, заступник командуючого військами Одеського військового округу. | 7 лютого 1978    |
| 55 | Титов Герман Степанович        | 1935           | Льотчик-космонавт СРСР, Герой Радянського Союзу. | 21 жовтня 1967   |
| 56 | Троянов Микола Олексійович     | 1921           | Театральний актор і режисер, драматург, публіцист, народний артист Грузинської РСР. | 27 вересня 2001  |
| 57 | Тулуб Володимир Йосипович      | 1935           | Директор Миколаївського відкритого акціонерного товариства «Фрост». Заслужений працівник сфери послуг України. | 26 вересня 2002  |
| 58 | Ус Іван Спиридонович           | 1911           | Бригадир судноскладальників Чорноморського суднобудівного заводу, депутат Верховної Ради СРСР V і VI скликань. | 16 вересня 1969  |
| 59 | Хакімов Михайло Кобірович      | 1915           | Герой Радянського Союзу, учасник десанту Ольшанського. | 31 березня 1964  |
| 60 | Харлан Ольга Геннадіївна       | 1990           | Українська фехтувальниця на шаблях, олімпійська чемпіонка 2008 року, 6-разова чемпіонка світу та 8-разова чемпіонка Європи, чемпіонка Європейських ігор, заслужений майстер спорту України.                               | 11 вересня 2019  |
| 61 | Хілько Федір Васильович        | 1915           | Суднобудівник і Герой Соціалістичної Праці. | 16 вересня 1969  |
| 62 | Холявко Володимир Андрійович   | 1936           | Академік Академії інженерних наук України. Працював генеральним директором ВО «Зоря». | 26 грудня 1997   |
| 63 | Цибань Микола Григорович       | 1915           | Директор Південного турбінного заводу, Герой Соціалістичної Праці, лауреат Державної премії СРСР в галузі науки і техніки.                                                                                                | 4 жовтня 1982    |
| 64 | Чайка Володимир Дмитрович      | 1948           | Миколаївський міський голова з 2000—2013 роки. | 28 серпня 2013   |
| 65 | Чантурія Нодарі Вікторович     | 1929           | Суднобудівник, заслужений працівник промисловості Української РСР. Займав посаду директора Миколаївського суднобудівного заводу «Океан».                                                                                  | 1 липня 1999     |
| 66 | Чеботарьов Олександр Петрович  | 1950           | Головний лікар Миколаївської міської лікарні № 3, заслужений лікар України. | 21 серпня 2012   |
| 67 | Чернавін Володимир Миколайович | 1928           | Адмірал флоту, останній головнокомандуючий ВМФ СРСР, заступник міністра оборони СРСР. | 28 серпня 2013   |
| 68 | Чорнозуб Іван Іванович         | 1915           | Суднобудівник, Герой Соціалістичної Праці. | 16 вересня 1969  |
| 69 | Шишков Михайло Федорович       | 1921           | Герой Радянського Союзу, заслужений військовий льотчик СРСР, генерал-майор авіації. | 11 вересня 2008  |
| 70 | Щербаков Микола Митрофанович   | 1921           | Герой Радянського Союзу, учасник десанту Ольшанського. | 31 березня 1964  |
| 71 | Щербаков Павло Миколайович     | 1927           | Бригадир судноскладальників на Чорноморському суднобудівному заводі, Герой Соціалістичної Праці. | 19 жовтня 1972   |
| 72 | Январьов Еміль Ізраїльович     | 1931           | Поет, журналіст, педагог і громадський діяч. Лауреат Всеукраїнської державної премії імені Миколи Ушакова. | 14 вересня 1999  |
| 73 | Янішевський Микола Омелянович  | 1927           | Ветеран органів виконавчої влади міста, де пропрацював майже 30 років. | 26 вересня 2002  |
| 74 | Яровий Анатолій Леонтійович    | 1937           | Лікар-уролог, заслужений лікар України. Головний лікар Миколаївської лікарні швидкої медичної допомоги. Очолює постійну комісію з питань охорони здоров'я, сім'ї, материнства та дитинства.                               | 11 вересня 2003  |